# 아시아 협력 대화
아시아 협력 대화(Asia Cooperation Dialogue, ACD)는 2002년 6월 18일 창설된 국제 기구로, 동남아시아 국가 연합, 남아시아 지역 협력 연합과 걸프 협력 회의, 유라시아 경제 공동체를 통합하는 것을 돕고 아시아 대륙 간의 협력을 증진하자는 목표에서 창설되었다. 옛 태국 총리가 주요 목표로 삼은 것은 아시아 협력 대화 또는 아시아 연합의 전신이었다. 아시아 협력 대화의 주요 국가는 일본, 중화인민공화국, 쿠웨이트, 인도네시아, 태국, 스리랑카, 터키, 바레인, 파키스탄으로 ACDM 9개국이라 불리기도 한다.
그러나 실질적인 창립 회원국은 ASEAN+3 국가들과 인도, 파키스탄, 방글라데시, 바레인이었다.

## 목표
ACD의 주요 목표는 다음과 같다.
1. 아시아 국민들에게 가난과 삶의 질을 향상시키는데 도움을 줄 아시아의 공동의 힘과 기회를 확인함으로써 아시아 전 지역과 협력하고 상호 독립성을 증진시킨다. 또한 지식 기반의 사회를 발전시켜 공동체와 국민들의 권위를 증강한다.
2. 아시아 국가 내에서 교역과 금융 시장을 확장하고 경쟁 대신에 아시아 국가간의 이익을 확장하여 국제 시장에서 아시아 경제의 경쟁력을 강화한다.
3. 아시아 협력의 중요한 연결 고리로써의 역할을 하며 아시아의 잠재력과 힘을 협력 기구의 틀을 바탕으로 다져나감으로써 다른 지역과의 중요한 파트너가 되도록 한다.
4. 아시아 대륙을 아시아 공동체로 바꾸며, 다른 세계와 상호 교류에 있어서 상호 간의 평화와 번영을 향해 긍정적으로, 평등하게 기여할 수 있도록 한다.

## 역사
아시아 협력 대화는 2000년 9월 17일부터 9월 20일까지 마닐라에서 개최된 아시아 정당 국제 회의에서 수라키아트 사티라타이에 의해 처음으로 제기되었다. 그리고 이후 태국 락타이 당의 부대표에 의해, 이후에는 태국의 총리에 의해 구체화되었다. 대륙으로써의 아시아는 아시아 전역의 협력에 대해 논의할 자리가 있어야 한다는 것이었다. 이후 아시아 협력 대화는 공식적으로 2001년 하노이에서 ASEAN 외교부 장관 회의에서 진전을 보였고, 2002년 푸켓에서 열린 ASEM 회의에서 설립이 결정되었다.

## 회원국

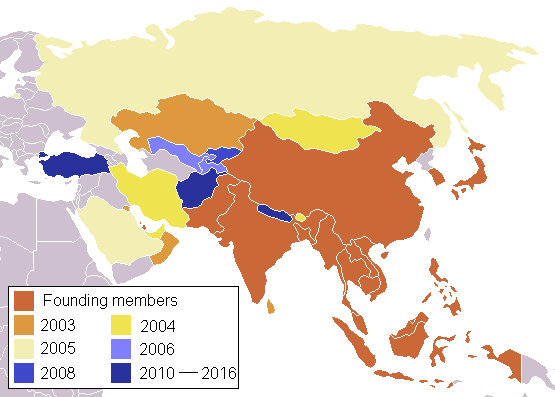
아시안 협력 대화체

ACD는 18개 회원국에 의해 창립되었다. 2019년 3월 현재 아시아 35개국이 가입했다. 동남아시아 국가 연합과 걸프 협력 회의 국가는 모두 회원국이다. 아래 국가의 이탤릭체로 표기된 기구는 유럽 국가들이 창설한 국제 기구이다. 러시아, 튀르키예, 카자흐스탄은 영토가 유럽과 아시아에 걸쳐져 있는 국가이기도 하다.
| 국가           | 가입일           | 지역 기구                |
| -------------- | ---------------- | ------------------------ |
| 아프가니스탄   | 2012년 10월 17일 | SAARC, ECO               |
| 바레인         | 2002년 6월 18일  | GCC, AL                  |
| 방글라데시     | 2002년 6월 18일  | SAARC, BIMSTEC           |
| 부탄           | 2004년 9월 27일  | SAARC, BIMSTEC           |
| 브루나이       | 2002년 6월 18일  | ASEAN                    |
| 캄보디아       | 2002년 6월 18일  | ASEAN, MCG               |
| 중국           | 2002년 6월 18일  | SCO                      |
| 인도           | 2002년 6월 18일  | SAARC, BIMSTEC, MGC, SCO |
| 인도네시아     | 2002년 6월 18일  | ASEAN                    |
| 이란           | 2004년 6월 21일  | ECO                      |
| 일본           | 2002년 6월 18일  | —                        |
| 카자흐스탄     | 2003년 6월 21일  | CIS, ECO, SCO            |
| 대한민국       | 2002년 6월 18일  | —                        |
| 쿠웨이트       | 2003년 6월 21일  | GCC, AL                  |
| 키르기스스탄   | 2008년 10월 16일 | CIS, ECO, SCO            |
| 라오스         | 2002년 6월 18일  | ASEAN, MGC               |
| 말레이시아     | 2002년 6월 18일  | ASEAN                    |
| 몽골           | 2004년 6월 21일  | —                        |
| 미얀마         | 2002년 6월 18일  | ASEAN, BIMSTEC, MCG      |
| 네팔           | 2016년 3월 10일  | SAARC, BIMSTEC           |
| 오만           | 2003년 6월 21일  | GCC, AL                  |
| 파키스탄       | 2002년 6월 18일  | SAARC, ECO, SCO          |
| 팔레스타인     | 2019년 5월 1일   | AL                       |
| 필리핀         | 2002년 6월 18일  | ASEAN                    |
| 카타르         | 2002년 6월 18일  | GCC, AL                  |
| 러시아         | 2005년 4월 4일   | CIS, SCO                 |
| 사우디아라비아 | 2005년 4월 4일   | GCC, AL                  |
| 싱가포르       | 2002년 6월 18일  | ASEAN                    |
| 스리랑카       | 2003년 6월 21일  | SAARC, BIMSTEC           |
| 타지키스탄     | 2006년 6월 5일   | CIS, ECO, SCO            |
| 태국           | 2002년 6월 18일  | ASEAN, BIMSTEC, MCG      |
| 튀르키예       | 2013년 9월 26일  | CoE, ECO                 |
| 아랍에미리트   | 2004년 6월 21일  | GCC, AL                  |
| 우즈베키스탄   | 2006년 6월 5일   | CIS, ECO, SCO            |
| 베트남         | 2002년 6월 18일  | ASEAN, MCG               |

1. ↑  One more membership request was finally confirmed at the ACD Breakfast Meeting of 27 September 2004
2. 1 2 3  일부 영토가 유럽에 있다.
3. ↑  1999년부터 터키는 유럽 연합 회원국 후보 자격을 갖추게 되었다.

## 같이 보기
- 범아시아주의
- 일대일로
- 아시아 인프라 투자 은행
- 아시아 통화 단위
- 아시아 결제 동맹
- 아시아 개발 은행
- 아시아 의회 총회
- 국제 기구
- 대륙 간 연합
- 동아시아 공동체
- 아시아 유럽 정상회의
- 상하이 협력 기구

## 더 읽어보기
- Why We Need an Asian Union
- European Policy Centre (2005-01): EU and Asian Integration Processes Compared
- The Guardian (2005-04-12): Hopes and Fears of an Asian Union
- International Herald Tribune (2005-06-18): Toward an 'Asian Union'?
- Asia Times (2005-10-01): Hedging China with FTAs 보관됨 2018-09-29 - 웨이백 머신
- International Herald Tribune (2005-12-16): An Asian Union? Not Yet
- Bangkok Post (2006-05-19): Towards a Truly Pan-Asian Community
- China Daily (2007-04-21): Asian Integration Still a Long Way Off
- Tehran Times (2010-03-14): Ahmadinejad Proposes Establishment of Asian Union